# Karwinskia
Karwinskia es un género de plantas de la familia Rhamnaceae.

## Taxonomía
Karwinskia fue descrito por Joseph Gerhard Zuccarini y publicado en Abhandlungen der Mathematisch-Physikalischen Classe der Königlich Bayerischen Akademie der Wissenschaften 1: 349–353, pl. 16, en el año 1832. La especie tipo es: Karwinskia glandulosa Zucc. 
Etimología
Karwinskia: nombre genérico otorgado en honor del botánico Wilhelm Friedrich von Karwinsky von Karwin.

## Especies
- Karwinskia calderonii Standl.
- Karwinskia humboldtiana (Schult.) Zucc. - capulí cimarrón[4]
- Karwinskia johnstonii R.Fernandez
- Karwinskia latifolia Standl.
- Karwinskia mollis Schltdl.
- Karwinskia parvifolia Rose
- Karwinskia rzedowskii R.Fernandez
- Karwinskia subcordata Schltdl.
- Karwinskia umbellata (Cav.) Schltdl.[5]
- Karwinskia venturae R.Fernandez